# Caterina Visconti
Caterina Visconti (Milano, 12 luglio 1362 – Monza, 17 ottobre 1404), figlia di Bernabò Visconti, signore di Milano, e di Beatrice Regina della Scala, fu signora consorte di Milano, dal 1385 al 1395, e prima duchessa consorte di Milano, dal 1395 al 1402 (anno della morte del marito, che la nominò reggente), in quanto seconda moglie di Gian Galeazzo Visconti, suo cugino di primo grado.

## Biografia

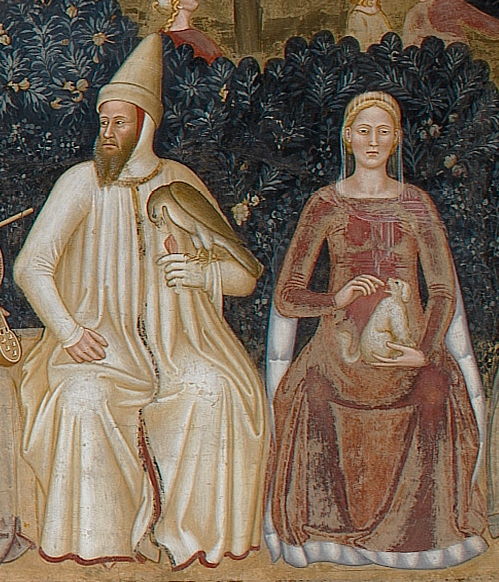
Bernabò Visconti e Beatrice, genitori di Caterina.

Caterina era figlia di Bernabò Visconti e Beatrice della Scala.

### Matrimonio

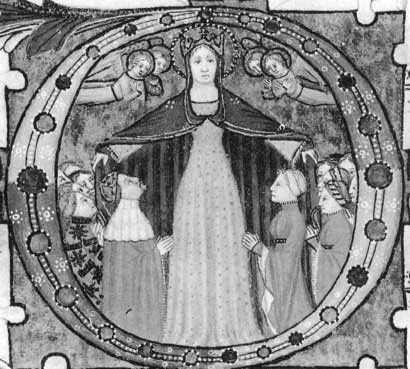
Miniatura di un messale in cui sono raffigurati Gian Galeazzo Visconti e Caterina Visconti inginocchiati, opera di Anovelo da Imbonate (1300)

La prima trattativa matrimoniale inerente Caterina fu nel 1378 e riguardava un possibile matrimonio con il re Riccardo II d'Inghilterra, il quale però in seguito sposò Anna di Boemia. L'anno successivo tuttavia Bernabò rinunciò al progetto e pose interesse su Gian Galeazzo Visconti, figlio di suo fratello Galeazzo II Visconti e vedovo di Isabella di Valois.
Le nozze tra Caterina ed il cugino avvennero a Milano il 15 novembre 1380 presso la chiesa di San Giovanni in Conca, sebbene quel giorno fosse morto Azzone, figlio dello sposo
A Caterina il marito donò il castello di Monza, precedentemente concesso a Bianca di Savoia. Nel 1388 Gian Galeazzo diede alla moglie anche la Signoria di Vicenza.
Essendo andata male la prima gravidanza (una figlia era nata e morta nel giugno 1385), la coppia fece voto alla Madonna di mettere ad ogni figlio come secondo nome Maria.
L'8 gennaio 1390 Caterina perse un altro bambino ma, avendo fatto voto di costruire una certosa se fosse sopravvissuta al parto, furono iniziati i lavori per la costruzione della certosa di Pavia; per il progetto fu contattato anche Giovannino de' Grassi. La prima pietra fu messa il 27 agosto 1396.

### Colpo di stato di Gian Galeazzo
Il 6 maggio 1385, per impadronirsi della signoria di Milano, Gian Galeazzo catturò e rinchiuse nel castello di Trezzo Bernabò e i due figli Ludovico e Rodolfo che morirono in prigionia. Tolse inoltre ai cugini superstiti ogni diritto sulla signoria di Milano.
Presso gli altri signori italiani legittimò il colpo di stato accusando lo zio di volerlo assassinare ed inoltre di avere costretto al matrimonio sia lui che sua sorella Violante Visconti.

### Duchessa di Milano
L'imperatore Venceslao concesse l'11 maggio 1395 il titolo di Duca di Milano a Gian Galeazzo. Per l'occasione i nuovi duchi incaricarono Anovelo da Imbonate di creare un Messale da donare alla basilica di Sant'Ambrogio; in esso compare anche un ritratto di Caterina insieme ad alcuni cortigiani.

### Vedovanza
Il 3 settembre 1402 Gian Galeazzo morì e lasciò alla moglie Caterina la tutela dei suoi figli legittimi, anche se peraltro era sempre stata tenuta all'oscuro dal governo. La reggenza spettò ad un consiglio che avrebbe governato fino alla maggiore età sia di Giovanni che di Filippo.
Per far fronte ai debiti lasciati da suo marito, Caterina si affidò ai consigli del guelfo Francesco Barbavara, conte di Valsesia e membro del consiglio reggente. Antonio Visconti di Giovannolo (discendente di Uberto Visconti), accusò Barbavara di mal governo e, radunati alcuni dissidenti, mise in tumulto la città nel giugno del 1403. I rivoltosi posero accanto a Giovanni Maria un altro consiglio, di cui faceva parte lo stesso Antonio. I tumulti di Milano, conclusi nell'agosto dello stesso anno, avevano però scatenano la ribellione delle città infeudate ai Visconti.
Con l'aiuto di Pandolfo Malatesta, Jacopo dal Verme e Facino Cane, Caterina fece arrestare il 6 gennaio 1404 i membri del nuovo consiglio e decapitare alcuni rivoltosi. Coloro che riuscirono a fuggire da Milano chiesero aiuto a Filippo Maria, il quale si pose contro la madre.
A Milano intanto scoppiarono altri tumulti. Caterina cercò aiuto nei fratelli, ormai tutti all'estero, ma prima che potesse ricevere risposta venne arrestata 18 agosto 1404 da Francesco Visconti di Giovannolo, e rinchiusa nel Castello di Monza. Qui morì, forse di peste o forse avvelenata, il 17 ottobre 1404.
Fu sepolta nel Duomo di Monza, dietro l'altar maggiore.

## Discendenza
Caterina diede a Gian Galeazzo due figli:
- Giovanni Maria Visconti (Abbiategrasso, 1388-Milano, 1412), che sposò Antonia Malatesta, figlia di Andrea Malatesta, Signore di Cesena;
- Filippo Maria Visconti (Milano, 1392-Milano, 1447), che sposò Beatrice di Lascaris e Maria di Savoia.

## Ascendenza
|                        |                     |                       | Genitori                 |  |  | Nonni |  |  | Bisnonni          |  |  | Trisnonni         |  |
|                        |                     |                       |                          |  |  |       |  |  | Matteo I Visconti |  |  | Teobaldo Visconti |  |
|                        |                     |                       |                          |  |  |       |  |  | Matteo I Visconti |  |  | Teobaldo Visconti |  |
|                        |                     | Anastasia Pirovano    |                          |  |  |       |  |  | Matteo I Visconti |  |  |                   |  |
| Stefano Visconti       |                     |                       |                          |  |  |       |  |  | Matteo I Visconti |  |  |                   |  |
|                        |                     | Bonacossa Borri       | Squarcino Borri          |  |  |       |  |  |                   |  |  |                   |  |
|                        |                     | Bonacossa Borri       | Squarcino Borri          |  |  |       |  |  |                   |  |  |                   |  |
|                        |                     | Bonacossa Borri       | Antonia                  |  |  |       |  |  |                   |  |  |                   |  |
| Bernabò Visconti       |                     | Bonacossa Borri       |                          |  |  |       |  |  |                   |  |  |                   |  |
|                        |                     | Bernabò Doria         | …                        |  |  |       |  |  |                   |  |  |                   |  |
|                        |                     | Bernabò Doria         | …                        |  |  |       |  |  |                   |  |  |                   |  |
|                        |                     | Bernabò Doria         | …                        |  |  |       |  |  |                   |  |  |                   |  |
| Valentina Doria        |                     | Bernabò Doria         |                          |  |  |       |  |  |                   |  |  |                   |  |
|                        |                     | Eliana Fieschi        | …                        |  |  |       |  |  |                   |  |  |                   |  |
|                        |                     | Eliana Fieschi        | …                        |  |  |       |  |  |                   |  |  |                   |  |
|                        |                     | Eliana Fieschi        | …                        |  |  |       |  |  |                   |  |  |                   |  |
| Caterina Visconti      |                     | Eliana Fieschi        |                          |  |  |       |  |  |                   |  |  |                   |  |
|                        | Alboino della Scala | Alberto I della Scala |                          |  |  |       |  |  |                   |  |  |                   |  |
|                        | Alboino della Scala | Alberto I della Scala |                          |  |  |       |  |  |                   |  |  |                   |  |
|                        | Alboino della Scala | Verde di Salizzole    |                          |  |  |       |  |  |                   |  |  |                   |  |
| Mastino II della Scala | Alboino della Scala |                       |                          |  |  |       |  |  |                   |  |  |                   |  |
|                        |                     | Beatrice da Correggio | Giberto III da Correggio |  |  |       |  |  |                   |  |  |                   |  |
|                        |                     | Beatrice da Correggio | Giberto III da Correggio |  |  |       |  |  |                   |  |  |                   |  |
|                        |                     | Beatrice da Correggio | Elena Malaspina          |  |  |       |  |  |                   |  |  |                   |  |
| Beatrice della Scala   |                     | Beatrice da Correggio |                          |  |  |       |  |  |                   |  |  |                   |  |
|                        |                     | Giacomo I da Carrara  | Marsilio                 |  |  |       |  |  |                   |  |  |                   |  |
|                        |                     | Giacomo I da Carrara  | Marsilio                 |  |  |       |  |  |                   |  |  |                   |  |
|                        |                     | Giacomo I da Carrara  | …                        |  |  |       |  |  |                   |  |  |                   |  |
| Taddea da Carrara      |                     | Giacomo I da Carrara  |                          |  |  |       |  |  |                   |  |  |                   |  |
|                        |                     | Elisabetta Gradenigo  | Pietro Gradenigo         |  |  |       |  |  |                   |  |  |                   |  |
|                        |                     | Elisabetta Gradenigo  | Pietro Gradenigo         |  |  |       |  |  |                   |  |  |                   |  |
|                        |                     | Elisabetta Gradenigo  | Tommasina Morosini       |  |  |       |  |  |                   |  |  |                   |  |
|                        |                     | Elisabetta Gradenigo  |                          |  |  |       |  |  |                   |  |  |                   |  |